# Хунедоара (окръг)
Окръг Хунедоара e окръг в регион Трансилвания в Румъния.

## История
Според румънските историци първите заселници по онези места са даките. През 13 век районът на Хунедоара става „комитство“, а през следващите векове за завладяването на областта се водят множество битки, включително и срещу турските нашественици, водени от Янош Хуняди (рум. Iancu de Hunedoara), въстанията на Хоря, Клошка и Кришан, революцията от 1848 г. и борбата за обединение на Румъния.
Сармизеджетуса Реджия (Sarmizegetusa Regia) – столица на държавата на даките и укрепен комплекс насред Светата планина (Когайонон, Kogaionon), се намирала в планината Оръщие (Munţii Orăştie), близо до съвременното селище Градище (Grădişte).

## География
Окръг Хунедоара е разположен по течението на река Муреш и заема части от планините Апусени (север), Оръщие и Шуряну (югоизток), Ретезат-Годяну, Вълкан и Парънг (юг) и Пояна Рушка (югозапад). Основните реки, които прекосяват окръга са Ръул Маре, Криш, Кришул Алб и Жиу.
Окръг Хунедоара е богат на подземни ресурси – злато и сребро, желязо (планината Пояна Рушка), въглища (Долината на р. Жиу). В окръга са и балнеоложките станции с термални води Джоаджиу и Калан.

Градове:
- Хунедоара
- Дева
- Петрошани
- Вулкан
- Лупени
- Петрила
- Оръщие
- Брад
- Калан
- Симериа
- Хацег
- Урикани
- Джоаджиу
- Аниноаса

## Промишленост
Машиностроене, химическа промишленост, производство на електроенергия, строителни материали.